# Lynchia wenzeli
Lynchia wenzeli är en tvåvingeart som beskrevs av Maa 1969. Lynchia wenzeli ingår i släktet Lynchia och familjen lusflugor. Inga underarter finns listade i Catalogue of Life.